# Jełdos Ichsangalijew
Jełdos Żachmanuły Ichsangalijew (kaz. Елдос Жахманұлы Ихсанғалиев, trl. Eldos Žahmanu̇ly Ihsanġaliev; ur. 8 lipca 1978) – kazachski judoka. Dwukrotny olimpijczyk. Zajął siedemnaste miejsce w Pekinie 2008 i odpadł w eliminacjach w Atenach 2004. Walczył w wadze ciężkiej.
Uczestnik mistrzostw świata w 2001, 2003, 2005 i 2007. Startował w Pucharze Świata w 1998, 1999, 2001, 2002, 2004 i 2006. Trzeci na igrzyskach azjatyckich w 2006. Zdobył siedem medali na mistrzostwach Azji w latach 2000–2005. Brązowy medalista igrzysk centralnej Azji w 2003, a także igrzysk Azji Wschodniej w 2001 roku.

## Letnie Igrzyska Olimpijskie 2004
| Konkurencja | Eliminacje           | Eliminacje                   | Klas. końcowa |
| Konkurencja | Przeciwnik I         | Przeciwnik II                | Miejsce       |
| ----------- | -------------------- | ---------------------------- | ------------- |
| +100 kg     | Hadir Lazame (IRQ) Z | Dennis van der Geest (NED) P | II runda.     |

## Letnie Igrzyska Olimpijskie 2008
| Konkurencja | Eliminacje          | Eliminacje          | Klas. końcowa |
| Konkurencja | Przeciwnik I        | Przeciwnik II       | Miejsce       |
| ----------- | ------------------- | ------------------- | ------------- |
| +100 kg     | Semir Pepic (AUS) Z | Teddy Riner (FRA) P | 17.           |